# Lacoma (métro de Madrid)
Lacoma est une station de la ligne 7 du métro de Madrid, en Espagne. Elle est établie sous la rue Riscos de Polanco, dans le quartier de Peñagrande, de l'arrondissement de Fuencarral-El Pardo.

## Situation sur le réseau
La station se situe entre Arroyofresno au nord et Avenida de la Ilustración au sud-est.

## Histoire
La station est ouverte aux voyageurs le 29 mars 1999, lors de la mise en service du dernier tronçon de la ligne 7 entre Valdezarza et Pitis. Jusqu'au 30 avril 2018, les rames y effectuaient leur terminus après 22 h 30, quand la station Pitis fermait ses portes.

## Services aux voyageurs

### Accueil
La station possède deux accès par des escaliers et des escaliers mécaniques, ainsi qu'un troisième direct depuis l'extérieur par ascenseur.

### Intermodalité
La station est en correspondance avec la lignes de bus n°49 du réseau EMT.